# Neon White
Neon White — гра в жанрі шутера від першої особи з елементами платформера і головоломок, розроблена студією Angel Matrix і випущена видавництвом Annapurna Interactive. Дата виходу гри на платформи Microsoft Windows і Nintendo Switch — 16 червня 2022 року. Випуск на PlayStation 4 і PlayStation 5 відбувся 13 грудня 2022 року. Версія гри для Xbox One та Xbox Series X/S випущена 11 липня 2024 року.
Neon White — гра, орієнтована на швидкісне проходження, де гравець у ролі Неона Уайта повинен очистити рівень від демонів за мінімально можливий час. Гральні карти у грі символізують зброю, яку можна скидати для виконання спеціальних рухів, таких як подвійний стрибок та ривок. Саундтрек до гри написаний гуртом Machine Girl.

## Ігровий процес
У світі Neon White бере участь група Неонів — грішників, яких витягли з Пекла для щорічного змагання з очищення Небес від демонів із шансом залишитися там назавжди. Учасники зобов'язані носити маски, які вибухають при непокорі або порушенні правил. Кожен із ста учасників змагається за звання кращого Неона. Гравець бере на себе роль Неона Уайта (англ. Neon White), професійного вбивці, який вперше бере участь у змаганні. Уайт отримує щоденні завдання від ангела Майкі (англ. Mikey). У процесі гри Уайт стикається зі своїми колишніми товаришами та намагається згадати своє минуле, втрачене через амнезію.
Neon White складається з низки місій, кожна з яких включає декілька рівнів. Для завершення рівня гравець повинен знищити всіх демонів та досягти фінішу, що також дає гравцеві досвід, за допомогою якого розблокується можливість бачити альтернативні маршрути та приховані предмети на рівнях. Рух за рівнем здійснюється шляхом бігу та стрибків. Гравець збирає Карти Душ (англ. Soul Cards), які знаходяться на відкритих місцях або виходять після перемоги над демонами. Карти мають два режими використання: як зброю та як спеціальне вміння при їх скиданні. Наприклад, карта з пістолетом дає можливість здійснити подвійний стрибок під час скидання. Смерть гравця настає за надто великої шкоди від демонів або падіння з карти. Після закінчення рівня гравцеві присуджується медаль залежно від часу проходження: бронзова, срібна, золота або тузова. Досягнення особливо швидкого часу нагороджується секретною «червоною медаллю».
Гравці можуть взаємодіяти з неігровими персонажами (NPC) у проміжному світі, який є рай. Окрім виконання випробувань та підвищення рівня довіри персонажів, гравці можуть вступати з ними у стосунки. Для переходу до нових місій гравцеві може знадобитися певний неоновий ранг (англ. Neon Rank), який відображає кількість рівнів, на яких гравець отримав золоту медаль або вищу. Також гравці можуть повертатися до попередніх рівнів, щоб спробувати покращити свій час.

## Сюжет
Неон Уайт, що страждає на амнезію, прокидається на Небесах разом з іншими обраними грішниками з пекла. Віруючі (англ. Believers), група істот, які стверджують, що говорять від імені Бога, повідомляють їм, що вони «Неони», яких Бог засудив «найбільш несприятливо». Їхній єдиний шанс на порятунок — це змагання «Десять Судних днів», що проводиться щорічно з метою винищення демонів, що наповнили Небеса. Неон, який до кінця змагання зможе вбити найбільше демонів, отримає механічний німб, який дозволить йому залишитися на небесах на рік. Уайту та іншим Неонам дається зброя і незнімні вибухові маски, які Віруючі можуть підірвати, щоб страчувати будь-якого Неона, що не послухався. На початку змагання Уайт зустрічає неонів Єллоу, Вайолет і Ред, всі з яких стверджують, що знали його в минулому житті, а також ангелів Майкі та Габбі, які розподіляють місії для Неонів.
Під час щоденної проповіді Віруючих Неон Уайт зустрічає Неона Гріна, який носить механічний німб і користується поганою славою за вбивство інших Неонів. Пізніше Вайолет розповідає Уайту про Старе Місто — покинуту частину Небес, де, за чутками, заховані потужні зброї. Ред попереджає Уайта про те, що Грін використовує Старе Місто як свої мисливські угіддя, але Уайт ігнорує попередження і вирушає туди разом із Єллоу. Там вони стикаються з Гріном, і Єллоу ціною свого життя рятує Уайта від смерті. Йдучи після поразки від Уайта, Грін розповідає, що його німб був створений віруючими зі сторінки Книги Смерті, і заявляє про свої плани на Уайта. Після зіткнення Уайт дізнається про існування іншої книги, Книги Життя і вирішує знайти її, оскільки у нього виникли підозри щодо Віруючих та всього змагання.
Уайт наздоганяє Гріна, який повідомляє йому, що Книга Життя знаходиться на Краю Небес. Ред втручається, щоб запобігти новій битві, і розповідає Уайту про їхнє спільне минуле: Вайт, Ред, Єллоу і Вайолет працювали разом як команда вбивць під керівництвом Гріна, і їхньою останньою місією було вбивство Блю, старого боса Гріна. Усі вони загинули під час місії, хоча Гріну вдалося вбити Блю. Наступного дня Уайт просить Майкі відправити його на Край Небес. Майкі відмовляється, пояснюючи, що він знає, що змагання — обман, але вважає, що щорічні десятиденні відвідини Небес кращі, ніж ризик назавжди залишитися в Пеклі. Уайт і Ред все одно вирушають на Край Небес, але Майкі наздоганяє їх і розкриває правду. Спочатку Небеса були Шеолом, але Шеол не виправдав очікувань Віруючих щодо потойбічного життя, і врешті-решт вони повалили Бога, щоб захопити його книги та перетворити це місце на свою ідеальну версію раю. Віруючі також убили більшість ангелів під час війни і пощадили тільки тих ангелів, які присягнулися їм у вірності та служінні. Віруючі перемогли Бога і здобули Книгу Смерті, але Бог зімкнув свої руки навколо Книги Життя і Чорнильного Рогу, за допомогою якого він писав в обох божественних книгах, тим самим не дозволивши Віруючим здобути повну владу над Небесами і роблячи їх вразливими для демонічного вторгнення. Коли Майкі завершує свою розповідь, з'являється сторінка з Книги Життя, даючи Уайту можливість знайти місцезнаходження повної книги.
Уайт прибуває до Третього храму, де знаходить одну з рук Бога, що стискає Книгу Життя. Рука відкривається при наближенні Уайта, але Вайолет, яка скривджена на Уайта за його зневагу до неї, хапає книгу. Проте Гріну вдається смертельно поранити її. Під час битви між Уайтом та Гріном механічний німб Гріна руйнується, звільняючи його від контролю Віруючих. Мстивий Грін заявляє, що він скористається книгами, щоб зруйнувати Небеса, але Вайолет заважає його плану, підриваючи себе та розкидаючи сторінки Книги Життя. Грін повертається у Зовнішні Небеса і краде Книгу Смерті у Віруючих, забираючи у них можливість підривати маски Неонів. Усі Неони, що залишилися, починають бунтувати по всіх Небесах, а Грін вбиває всіх Віруючих. Тим часом Уайт використовує сторінку Книги Життя, що залишилася, щоб знайти її сторінки і зібрати її заново.
Як тільки Книга Життя готова, Уайт спрямовує свої зусилля на пошук Чорнильниці, останнього необхідного елемента для повернення Бога. У ході пошуків Майкі розповідає Уайту, що грішники, що піднімаються на Небеса, позбавлені провини, що робить їх ідеальними Неонами, які не схильні до сумнівів; Уайт відчував провину, але потрапив на небеса, тому що Ред допомогла йому піднестися, і цей незвичайний спосіб викликав у нього амнезію. Уайт знаходить іншу руку Бога, яка розташована за межами небес, і потрібна душа, щоб перемістити її на небеса. Ред приносить себе в жертву, підриваючи свою маску, після чого Грін та Уайт вступають в останню дуель за Книгу та Чорнильницю. Уайт знову перемагає і ангели проводять ритуал відтворення Бога. Однак Грін знову з'являється і кидається на Уайта із наміром вписати всі імена до Книги Смерті.
Якщо Уайту не вдалося зібрати достатньо подарунків, щоб розблокувати всі свої спогади, єдиний варіант Уайта — записати ім'я Гріна в Книгу Смерті, внаслідок чого Грін стане демоном і буде відправлений до Пекла. Потім Бог записує імена Єллоу, Вайолет і Ред у Книгу Життя, але не Уайта, тому що йому не вдалося заслужити спасіння. Якщо всі спогади розблоковані, Уайту надається можливість записати ім'я Гріна в Книгу Життя, простивши Гріна за його дії і показавши, що Уайт може відпустити своє минуле. Після цього Бог записує ім'я Уайта до книги разом із його командою.

## Розробка
Перший прототип Neon White був створений провідним дизайнером Беном Еспозіто в 2017 році в жанрі шутера від першої особи. Еспозіто працював над прототипом, щоб відволіктися від процесу розробки іншої його гри, Donut County. Завершивши Donut County у 2018 році, він повернувся до доопрацювання Neon White. У той же період на ринку з'явилася гра Slay the Spire, що являє собою roguelike з механікою побудови колоди, що породило хвилю карткових інді-ігор. За словами Еспозіто, використання карт як альтернативу традиційній зброї, стало одним із ключових дизайнерських завдань Neon White, і що карти повинні сприйматися гравцями як інструменти, що покращують мобільність персонажа.

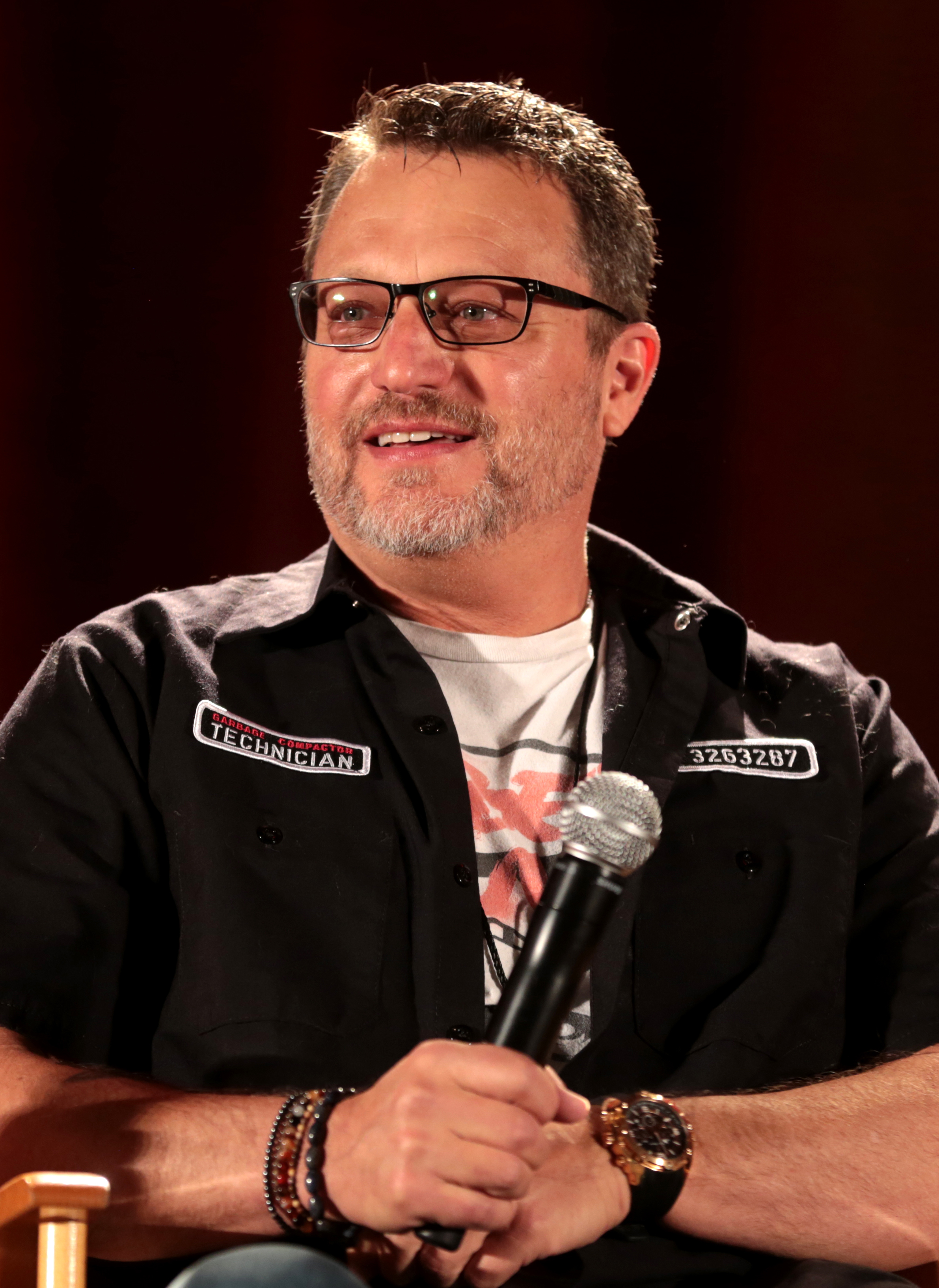
Стів Блум озвучив головного героя гри, Неона Уайта

Спочатку Neon White замислювалася Еспозіто як арена-шутер з використанням механіки гральних карт, в якому випадковість грала ключову роль. Однак у процесі розробки стало очевидним, що випадкова видача карт гравцям ускладнювала ігровий процес. В результаті було прийнято рішення заздалегідь зафіксувати порядок карт, що сфокусувало ігровий процес на швидкісному проходженні. За словами Еспозіто, на рішення вплинув перегляд відео зі швидкісними проходженнями ігор, оскільки, на його погляд, «на найвищому рівні швидкісне проходження стає скоріше рішенням головоломки, ніж перевіркою навичок». Його метою було створити гру, де у гравців є явно позначений шлях для завершення рівня, але при цьому є натяки, що стимулюють пошук коротшого шляху або нових способів використання карт.
У процесі тестування гри Neon White команда розробників зіткнулася з проблемою: тестувальники проходили рівні та не прагнули покращити свій час. Для стимуляції повторного проходження рівнів було введено систему Neon Rank, а також розроблено методи, що запобігають втраті інтересу гравців до покращення своїх результатів. Це призвело до ідеї показувати таблиці лідерів серед друзів та у світі тільки після досягнення гравцем певних цілей, а також до додавання функції «привидів» та підказок про короткі шляхи, коли гравець намагається покращити свій час. Дизайнери встановили мету: на кожному рівні має бути основний короткий шлях, обов'язковий для здобуття медалі Туза. Цільові часи для медалей визначалися з урахуванням результатів гравців середнього рівня. Однак розробники виявили, що їхні власні результати були надто хорошими, і встановлені часи були недосяжні для більшості гравців, тому вони скоригували свої результати з додаванням певних неточностей для встановлення більш реалістичного часу на отримання медалей.
У 2019 році Еспозіто залучив додаткових розробників для реалізації ідей гри та створив команду під назвою Angel Matrix, що є посиланням на аніме 1990-х років. Розглядаючи гру як головоломку, Еспозіто виключив деякі елементи, характерні для шутерів від першої особи, наприклад візуалізацію зброї або обмеження на носіння лише одного типу зброї. У команду для роботи над візуальним стилем та дизайном персонажів були запрошені фахівці, включаючи Аві Бі, Райанна Шеннона та його дружину Женеву Ходжсон.
На Summer Game Fest 2022 в червні 2022 було анонсовано, що офіційна дата виходу гри — 16 червня 2022 року на Nintendo Switch і Microsoft Windows. Порти для PlayStation 4 і PlayStation 5 були випущені 13 грудня 2022 року. Версія гри для Xbox One та Xbox Series X/S була випущена 11 липня 2024 року.

## Критика
| Агрегатор  | Оцінка                               |
| ---------- | ------------------------------------ |
| Metacritic | (PC) 89/100 (NS) 88/100 (PS5) 88/100 |

| Видання               | Оцінка      |
| --------------------- | ----------- |
| Destructoid           | 8,5/10      |
| Eurogamer             | Recommended |
| Game Informer         | 9,5/10      |
| GameSpot              | 9/10        |
| Giant Bomb            | [ 23 ]      |
| IGN                   | 8/10        |
| Nintendo Life         | [ 25 ]      |
| Nintendo World Report | 8/10        |
| PC Gamer (США)        | 85/100      |
| Shacknews             | 9/10        |

За даними агрегатора оглядів Metacritic, Neon White отримав «загалом позитивні» відгуки на Windows, Nintendo Switch і PlayStation 5.